# Michaela Brandenburg
Michaela Brandenburg (Kiel, 17 dicembre 1997) è una calciatrice tedesca, difensore del Werder Brema.

## Statistiche

### Presenze e reti nei club
Statistiche (parziali) aggiornate al 9 settembre 2023.
| Stagione            | Squadra             | Campionato          | Campionato | Campionato | Coppe nazionali | Coppe nazionali | Coppe nazionali | Coppe internazionali | Coppe internazionali | Coppe internazionali | Altre coppe | Altre coppe | Altre coppe | Totale | Totale |
| Stagione            | Squadra             | Comp                | Pres       | Reti       | Comp            | Pres            | Reti            | Comp                 | Pres                 | Reti                 | Comp        | Pres        | Reti        | Pres   | Reti   |
| ------------------- | ------------------- | ------------------- | ---------- | ---------- | --------------- | --------------- | --------------- | -------------------- | -------------------- | -------------------- | ----------- | ----------- | ----------- | ------ | ------ |
| 2019-2020           | Sand                | BL                  | 18         | 1          | CG              | 2               | 1               |                      | -                    | -                    |             | -           | -           | 20     | 2      |
| 2020-2021           | Sand                | BL                  | 21         | 0          | CG              | 2               | 0               | -                    | -                    | -                    |             | -           | -           | 23     | 0      |
| 2021-2022           | Sand                | BL                  | 21         | 1          | CG              | 3               | 0               | -                    | -                    | -                    |             | -           | -           | 24     | 1      |
| Totale Sand         | Totale Sand         | Totale Sand         | 60         | 2          |                 | 7               | 1               |                      | -                    | -                    |             | -           | -           | 67     | 3      |
| 2022-2023           | Werder Brema        | BL                  | 21         | 1          | CG              | 2               | 0               |                      | -                    | -                    |             | -           | -           | 23     | 1      |
| 2023-2024           | Werder Brema        | BL                  | -          | -          | CG              | 1               | 0               |                      | -                    | -                    |             | -           | -           | 1      | 0      |
| Totale Werder Brema | Totale Werder Brema | Totale Werder Brema | 21         | 1          |                 | 3               | 0               |                      | -                    | -                    |             | -           | -           | 24     | 1      |
| Totale carriera     | Totale carriera     | Totale carriera     | .          | .          |                 | .               | .               |                      | -                    | -                    |             | -           | -           | .      | .      |

## Palmarès

### Club
- Coppa di Germania: 2

Wolfsburg: 2014-2015, 2015-2016

### Nazionale
- Campionato mondiale under 17: 1

2014